# بادپر کلمانت
بادپر کُلمانت (نام علمی: Cymothoe colmanti) نام یک گونه از سرده پروانه‌های بادپر است.